# Прейла
Прейла (лит. Preila, нем. Preil) — поселок в Литве, на Куршской косе, на берегу Куршского залива, в бухте Прейла. Административно относится к Нерингскому самоуправлению. Центр Прейло-Пярвалкского староства.

## География

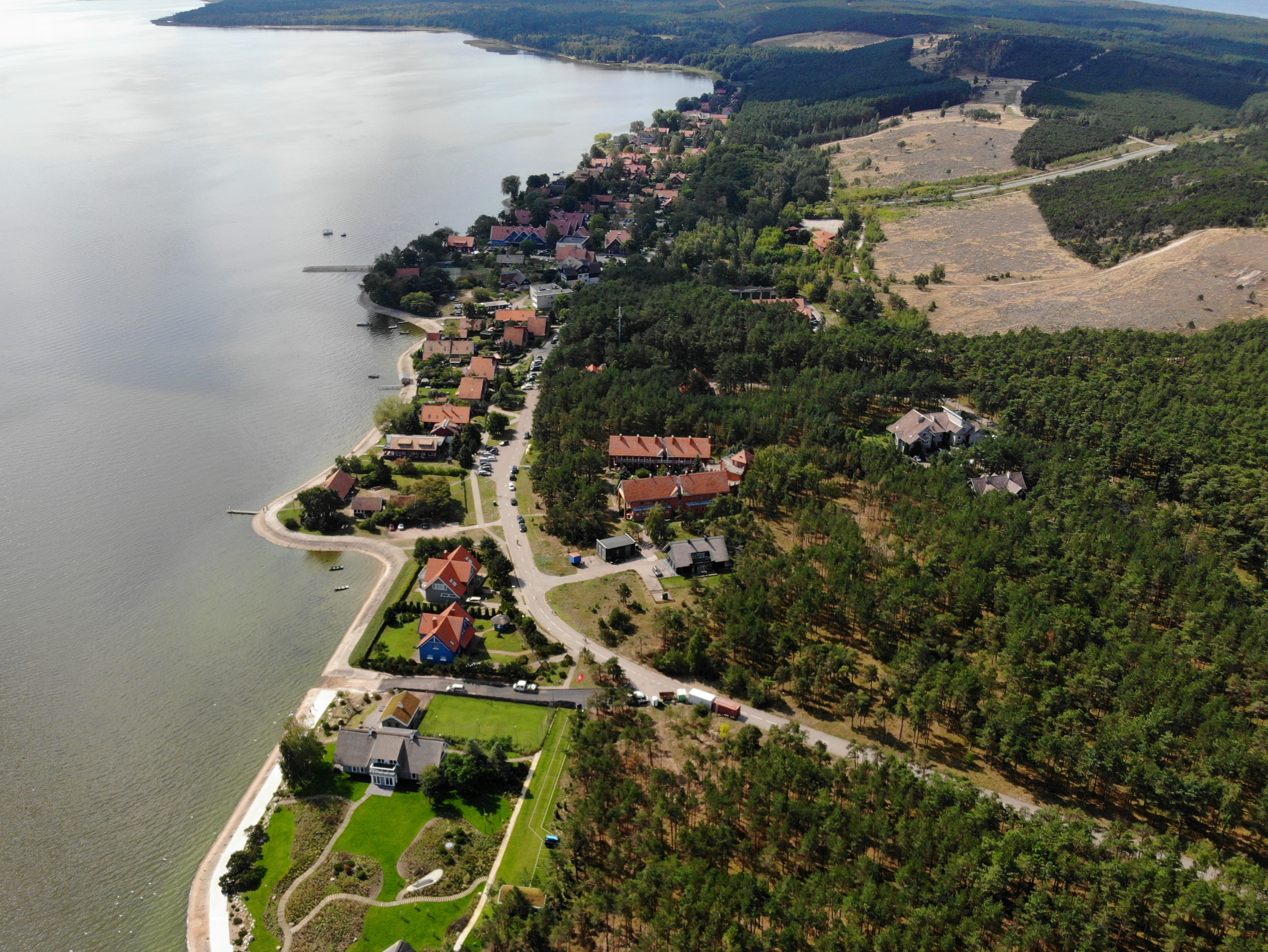
Прейла с высоты птичьего полета

Прейла находится в 6 км к северу от Ниды, на берегу Куршского залива. Юодкранте (19 км к северу от Прейлы), Первалка (8 км к северу). Поселок расположен в Прейльском заливе между двумя мысами - Маленьким мысом Прейлос (лит. Mažasis Preilos Ragas) и Козьим мысом (лит. Ožkų ragas). 
В Прейле есть одна главная улица, идущая вдоль берега залива, это старая почтовая дорога. Многие дома летом сдаются отдыхающим. Около двух километров до моря. Сохранились дома конца XIX — начала XX века, имеется пристань для яхт. В южной части поселения находится старое кладбище. Велосипедная дорожка Неринги, соединяющая Ниду и Юодкранте, проходит через Прейлу.  
Деревня окружена множеством холмов: Прейлос (53 м), Карвайчяй (59 м) и Вецекруго (67,2 м). Гора “Ветцекругас” - самая высокая точка на Куршской косе. Наверху есть небольшая открытая площадка, с которой можно любоваться большим мысом Прейлы, обсаженным горной сосной дюнным хребтом, Куршксим заливом и Балтийском морем.  

## История
Поселение в 1843 году было основано жителями занесённого песком поселения Naujieji Nagliai (в 1846 году было 12 домов), которые даже перенесли сюда школу (1849). В 1878 году был построен трактир, где продавалось также всё необходимое. Тяжелую жизнь рыбаков Прейлы в то время описал немецкий писатель Людвиг Пасарге.
В начале XX века здесь было уже более 200 жителей. В 1907 году была построена новая школа, открыта гостиница «Preilos Briedis» и несколько пансионатов. В 1933 году, после того как Прейла получила статус летнего курорта, большая часть усадеб была реорганизована — жилые дома перестроили в хозяйственные помещения, крыши покрыли черепицей, построили коптильни для рыбы. Всё больше отдыхающих стали приезжать в посёлок: в 1934 году их было 158, а в 1935 году их было уже 176. В поисках вдохновения для своего творчества в село приезжали художники из колонии художников Ниды. Здесь действовал филиал Литовской ассоциации рыбаков, пограничный пост Литвы. В 1945 году большинство жителей бежало в Германию.
3 августа 1946 года Прейла стала поселком городского типа, в 1947 году была административно отнесена к Клайпеде, а в 1961 году вошла в новый город Неринга.. 

### Происхождение названия
Название города, скорее всего, связано с латвийским городом Прейли. Возможно, это личное географическое название — от фамилии Прейлис, которая, в свою очередь, происходит от латышского preilis — «непрошеный гость» или «два скрещенных прута для укрепления ткани». Раньше Прейла называлась во множественном числе — Прейлы (форма упоминается до 1960 г.).

## Архитектура
Старинные постройки расположены вдоль Куршского залива, в южной части — ряд деревянных одноэтажных рыбацких домиков с двускатными черепичными и тростниковыми крышами (два 1890 года постройки, другие — первой половины XX века, часть из них реконструированы или отреставрированы во второй половине XX века). Дом отдыха проектировали Л. Гедгаудене, Я. Путна, Г. Прикоцкис, Г. Тишкус.

## Демография
| 1846                           | 1871 | 1885 | 1905 | 1925 | 1939 | 1959 | 2010 |
| ------------------------------ | ---- | ---- | ---- | ---- | ---- | ---- | ---- |
| 84                             | 123  | 230  | 317  | 223  | 188  | 239  | 272  |
| Гистограмма динамики населения |      |      |      |      |      |      |      |

## Фотографии

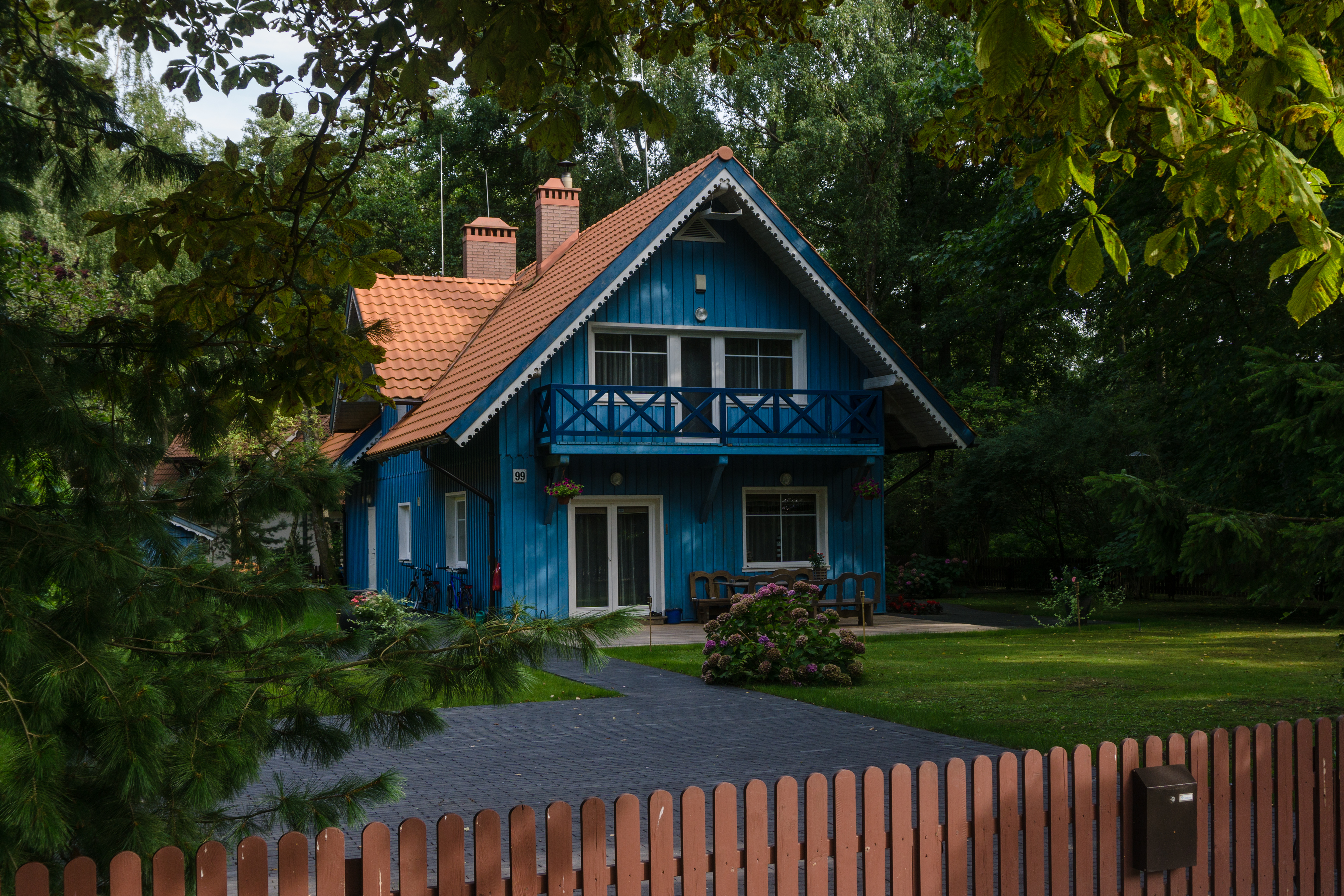
Архитектура
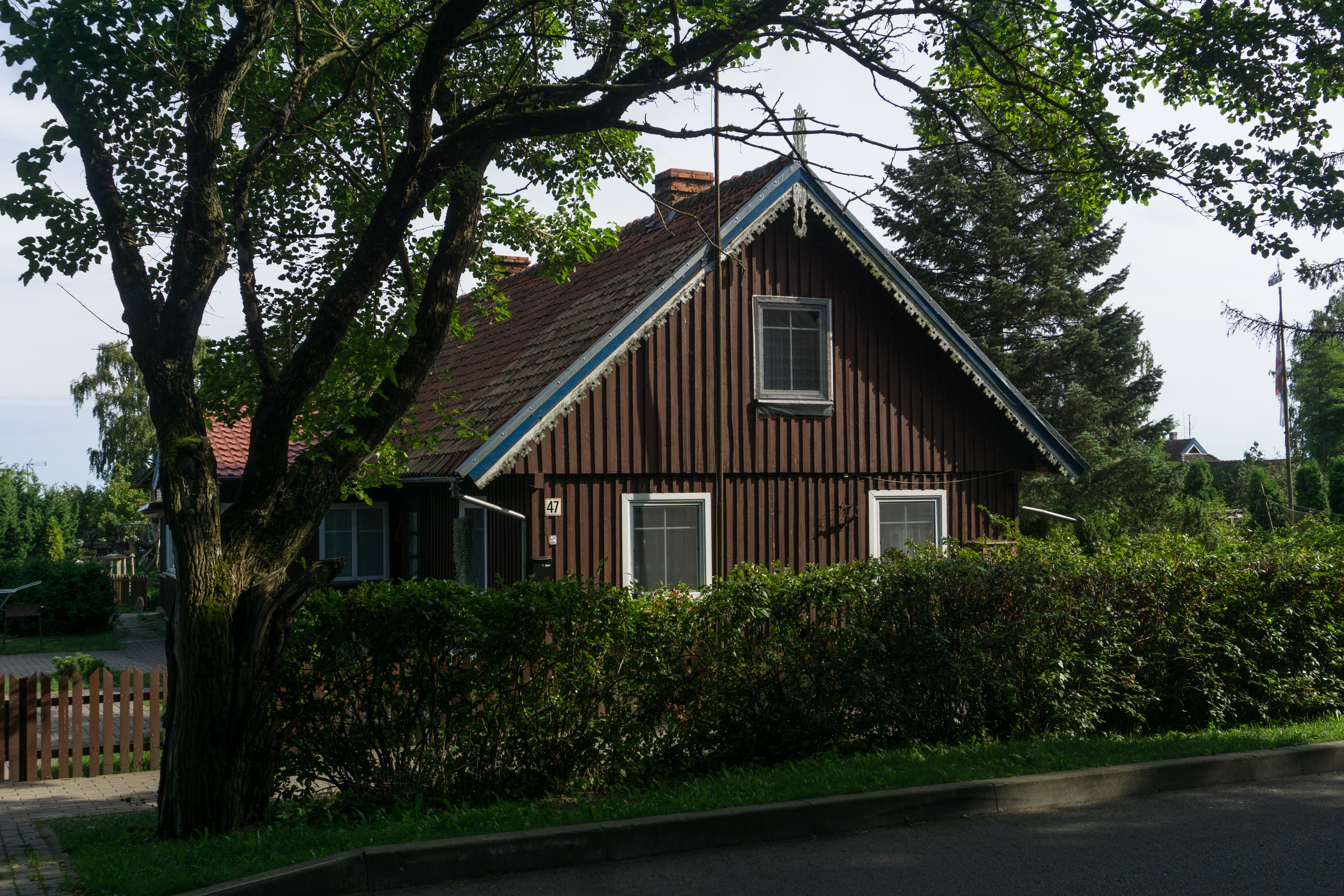
Старый деревянный дом в Прейле
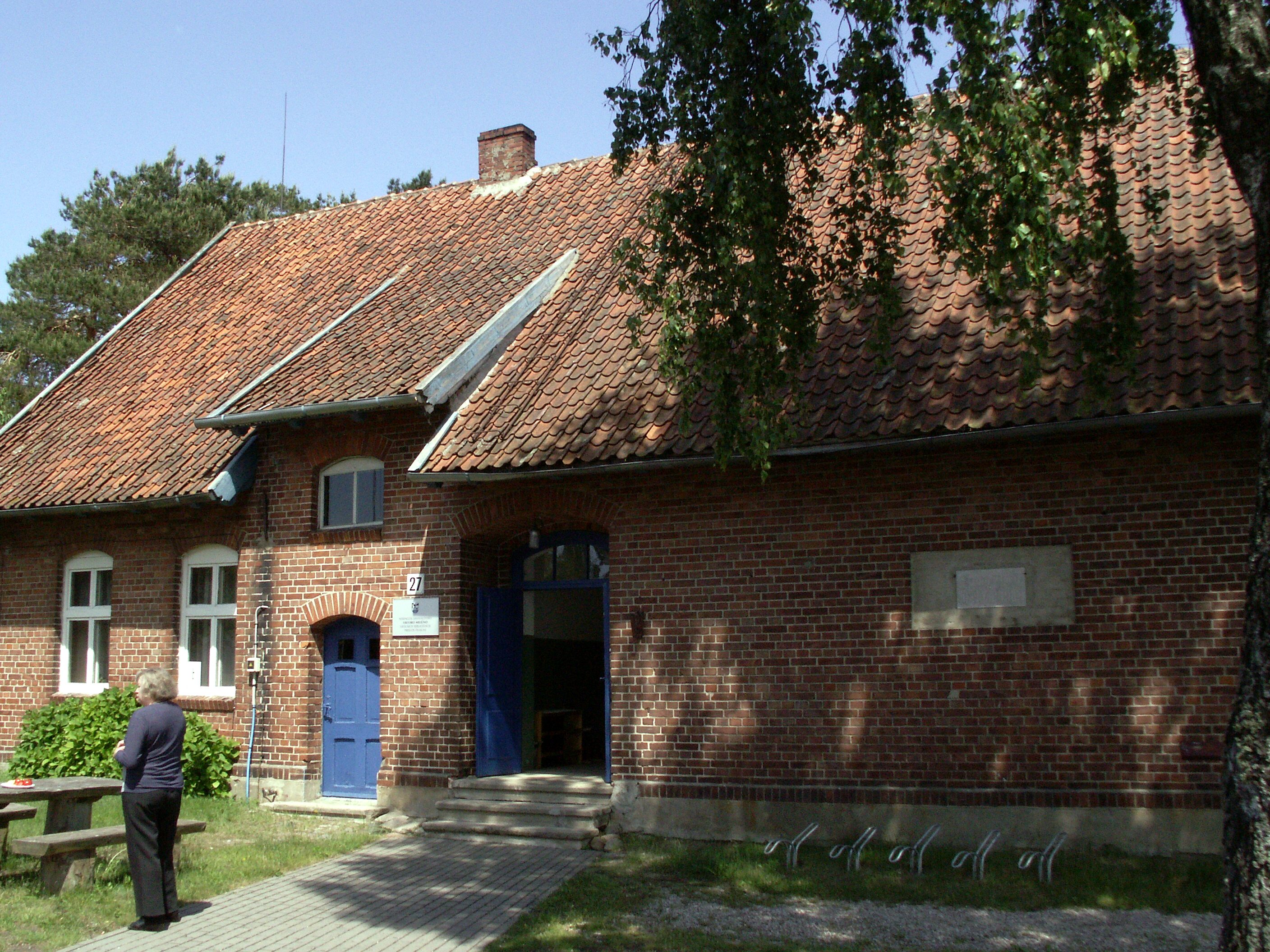
В 1907 г. была построена школа, теперь в здании библиотека
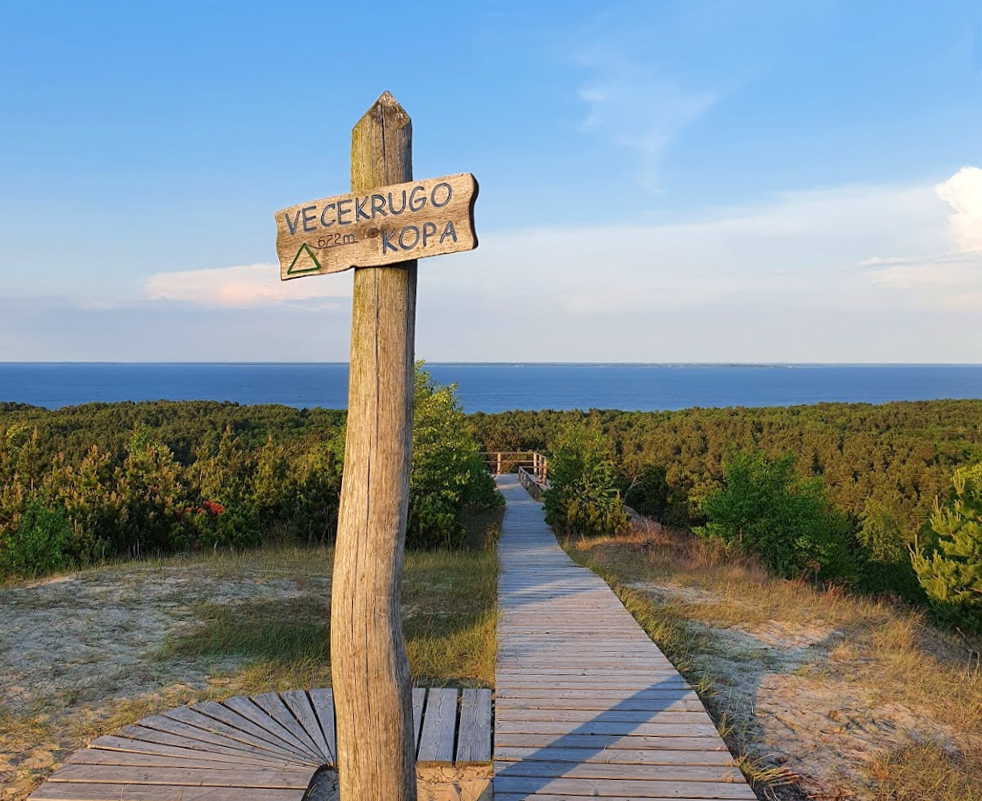
Гора Ветцекруго, самая высокая на Куршской косе
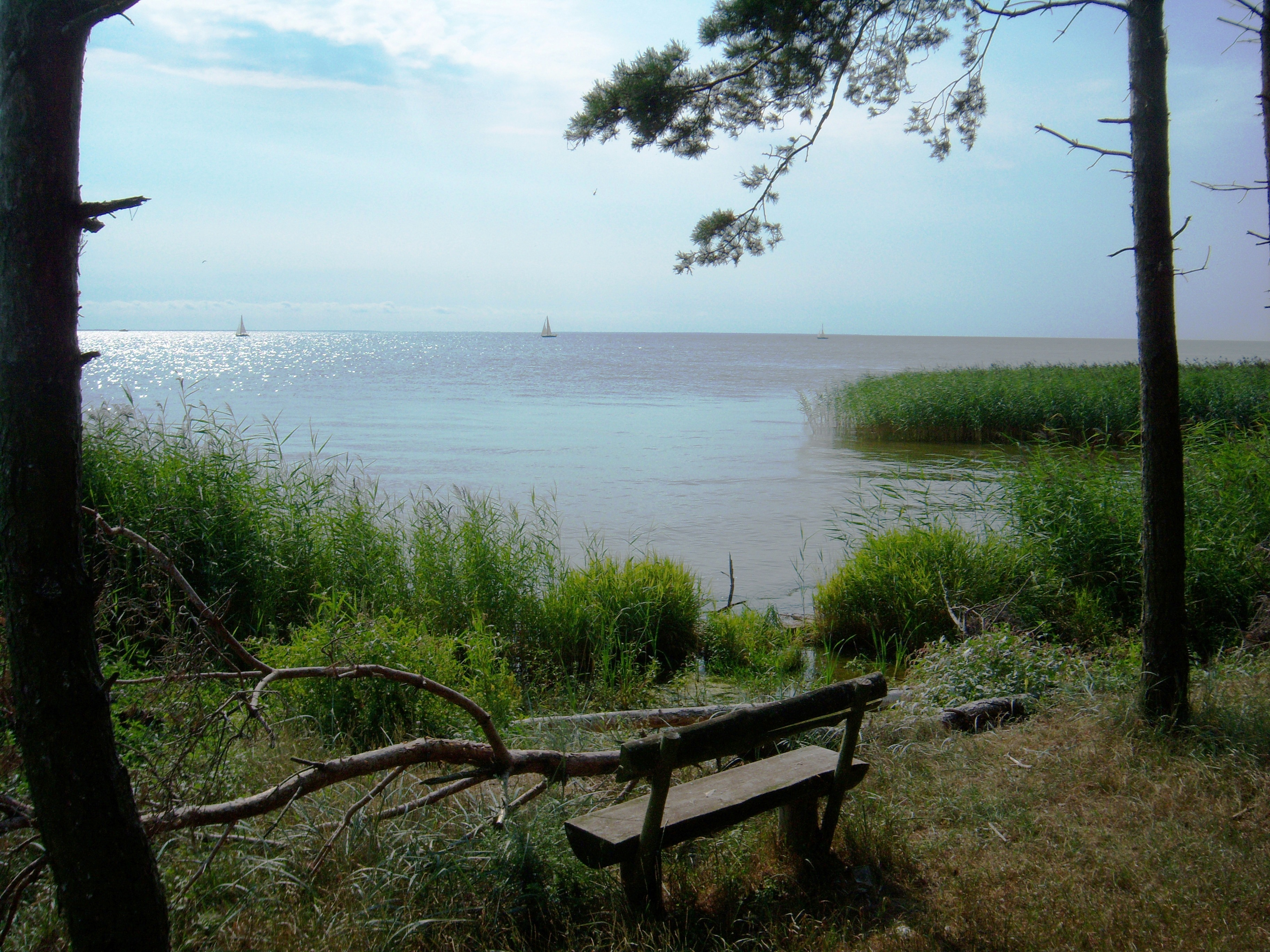
Берег залива
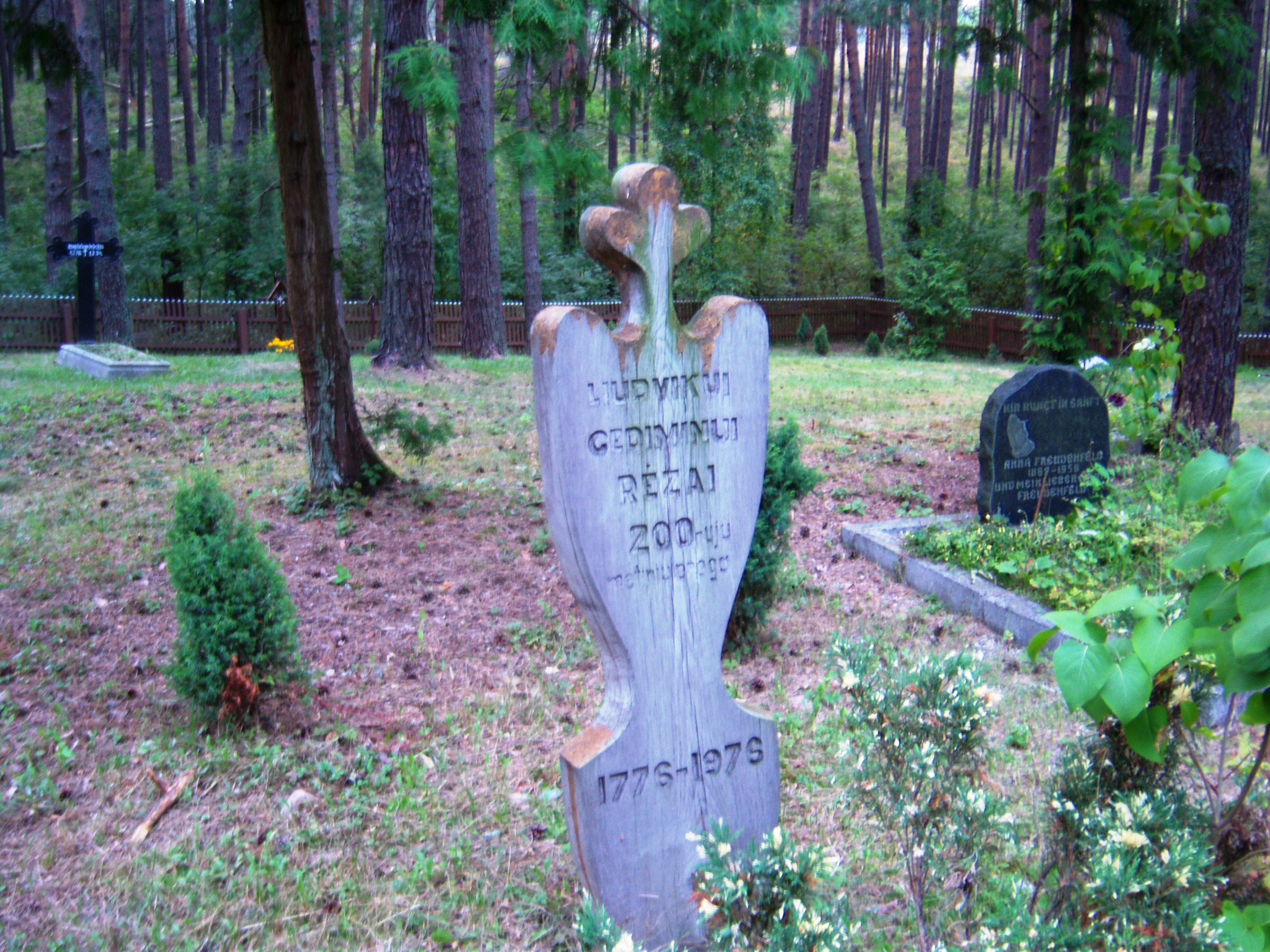
Прейльское старое кладбище